# جزر تينغاه
جزر تينغاه هي مجموعة من الجزر الواقعة في بحر فلوريس وشمال جزر سوندا الصغرى وتنتشر شمال ساحل جبل تامبورا في جزيرة سومباوا. وتقع جنوب غرب جزر سابالانا.
الجزر تتبع مقاطعة سولاوسي الجنوبية في إندونيسيا.